# Бяло вино
Бяло вино е вино, получено както от бели, така и от червени или розови сортове грозде чрез ферментации след премахване на гроздовите ципи. Именно липсата на ципите, съдържащи багрилните вещества, обуславя светлия цвят, тъй като гроздовия сок на повечето гроздови сортове, включително и на червените, е почти безцветен.

## Бели винени сортове грозде
По-известни бели сортове по света и в България:
- Албариньо
- Алиготе
- Ахелой
- Видал блан
- Вилар блан
- Виненка
- Вионие
- Гарганега
- Гергана
- Гренаш блан
- Грюнер Велтлинер
- Димят
- Дружба
- Жилавка
- Камчия
- Керацуда
- Кернер
- Кокорко
- Марсан
- Мискет варненски
- Мискет врачански
- Мискет кайлъшки
- Мискет марковски
- Мискет сандански
- Мискет сунгурларски
- Мискет червен
- Мускат Отонел
- Мюлер-Тургау
- Орфей
- Паломино
- Педро Хименес
- Пино блан
- Пино гри
- Ризлинг
- Ризлинг български
- Ризлинг италиански
- Ркацители
- Семийон
- Силванер
- Совиньон блан
- Сунгурларски бисер
- Тамянка
- Торонтес
- Траминер
- Фетяска алба
- Фетяска регала
- Фурминт
- Харш Лавелю
- Черноморски брилянт
- Черноморски еликсир
- Шардоне
- Шенин блан
- Юни блан

## Технология на белите вина
Бялото вино със зеленикаво-жълт, светложълт, златист или кехлибареножълт цвят, се произвежда от грозде със зеленикава и жълтеникава кожица, включително и от грозде с червена до синя кожица, но във всеки случай само от грозде, което има светло месо и безцветен сок.
Производството на бяло вино започва с отделянето на зърната от чепките (ронкане) за да се избегне присъствието на грубите танини съдържащи се в чепките. В зависимост от стила вино, който се цели да се получи, се използват два метода. При едния се предотвратява контакта на гроздето с кислород от въздуха (окисление), добавя се серен двуокис за потискане активността на дрождите, и ферментацията протича при ниски температури. В резултат се получават ароматни, свежи и плодови вина. При втория метод гроздето се излага на въздействието на кислорода.
Пресоването на гроздето се извършва с пневматични преси. От пресата се получават две фракции – самоток и пресова. Важно за белите вина е от получената мъст своевременно да се отделят всички останали твърди частици от гроздето – ципите, семките и месестата част. Чрез отстраняването им се избягва преминаването на нежелани дъбилни вещества в гроздовата мъст. Отстраняването на тези частици се нарича „откаляване“ и става посредством специални центрофуги или посредством охлаждане. Така пречистената мъст е готова за процеса на ферментация. Мъстта се подлага на избистряне, което се провежда при ниски температури – за да не се позволи на дрождите да започнат ферментация – и с добавяне на серен двуокис.
Следва алкохолната ферментация, като за целта се добавят култивирани дрожди. Ферментацията може да се извърши в резервоари от неръждаема стомана или в дъбови бъчви. Бялата мъст ферментира в продължение на няколко седмици в плътно затворени съдове за да се избегне вредното за бялото вино окисление. Някои от белите вина могат да преминат през т.нар. малолактична ферментация, при която с помощта на млечнокисели бактерии острата ябълчна киселина се превръща в по-меката млечна киселина.
След това вината отлежават за известно време върху дрождената утайка или се прехвърлят, понякога многократно, в чисти бъчви. След изтичане срока на отлежаване виното преминава през различни процеси на стабилизиране, избистряне, филтриране и бутилиране. След бутилирането, някои от вината преминават определен период на стареене в бутилките и едва след това напускат избата и се предлагат на пазара.